# Hwang Hye-young
Hwang Hye-young (Hangul: 황혜영, Hanja: 黃惠英, H.K.R.: Hwang Hye-yeong, M-R: Hwang Hye-yŏng) (Jeungpyeong (Chungcheongbuk-do), 16 juli 1966)  is een voormalig Zuid-Koreaans badminton-speelster.

## Olympische Spelen
Hwang Hye-young deed namens Zuid-Korea mee aan de Olympische Spelen in 1992 (Barcelona), in het vrouwen dubbelspel. Haar partner was Chung So-young.
Dankzij een bye in de eerste ronde ging het duo automatisch door naar de tweede ronde, waarin ze het opnamen tegen Harumi Kohara en Hisuko Mizui uit Japan. De twee Koreaanse vrouwen wonnen de partij met 15-11 en 15-2. In de kwartfinale stonden ze tegenover Julie Bradbury en Gillian Clark uit Groot-Brittannië. De wedstrijd ging in twee sets, 15-5 en 15-5, naar de Koreanen, waardoor ze doorgingen naar de halve finales. Hierin namen ze het op tegen de Chinezen Lin Yan Fen en Yao Fen. Ook deze partij ging in 2 sets naar het Koreaanse duo: 15-9 en 15-8. Dankzij deze overwinning plaatsten ze zich voor de finale. Hier stond nogmaals een Chinees duo te wachten, bestaande uit Guan Weizhen en Nong Qunhua.
De Koreaanse vrouwen hadden 3 sets nodig om de gouden medaille binnen te halen: 18-16, 12-15 en 15-13.
1992: Hwang Hye-young & Chung So-young ·
1996: Ge Fei & Gu Jun ·
2000: Ge Fei & Gu Jun ·
2004: Zhang Jiewen & Yang Wei ·
2008: Yu Yang & Du Jing ·
2012: Tian Qing & Zhao Yunlei  ·
2016: Misaki Matsutomo & Ayaka Takahashi ·
2020: Greysia Polii & Apriyani Rahayu ·
2024: Chen Qingchen & Jia Yifan